# Казаков, Матвей Фёдорович
Матве́й Фёдорович Казако́в (9 [20] ноября 1738, Москва, Российская империя — 26 октября [7 ноября] 1812, Рязань, Рязанская губерния, Российская империя) — русский архитектор, который в годы правления Екатерины II перестроил центр Москвы в стиле классицизма. Работал как в стилистике раннего классицизма, так и в духе палладианства. Один из крупнейших представителей русской псевдоготики. Помимо императорских дворцов, общественных зданий и храмов, много строил по частным заказам аристократии и богатого купечества.

## Ранние годы
Матвей Казаков родился в 1738 году в Москве, в семье подканцеляриста Главного комиссариата Фёдора Казакова — выходца из крепостных, который заслужил свою свободу служением во флоте. Семья Казаковых жила около Кремля, в районе Боровицкого моста. В 1749-м или начале 1750 года умер отец Казакова. Мать, Федосья Семёновна, решила отдать сына в архитектурную школу известного зодчего Д. В. Ухтомского; в марте 1751 года Казаков стал учеником в школе Ухтомского и пробыл в ней до 1760 года. После разрушительного пожара в Твери 12 мая 1763 года Казакову было поручено восстановить Тверь в качестве младшего архитектора при П. Р. Никитине. Казаков посвятил этому проекту семь лет.
С 1768 г. работал под руководством В. И. Баженова в Экспедиции кремлёвского строения; в частности, в 1768—1773 гг. он участвовал в создании Большого Кремлёвского дворца, а в 1775 г. — в оформлении праздничных увеселительных павильонов на Ходынском поле. В конце 1760-х годов Баженов по заданию Екатерины II приступил к реализации проекта реконструкции Кремля, который предусматривал создание на Боровицком холме грандиозного общественного центра — «форума великой империи»; для расчистки холма была снесена часть обращённого к Москве-реке участка Кремлёвской стены с шестью башнями. Во время сноса Казаков тщательно обмерял и зарисовывал сносимое, а после того, как императрица охладела к баженовскому проекту, он восстановил снесённые стену и башни. В 1775 году Казаков был утверждён в звании архитектора.

## Тень Баженова
В 1768 году Казаков присоединился к проекту Большого Кремлёвского дворца Василия Баженова. Оба архитектора были одного возраста, — 30 лет, — но имели очень разные образования. Баженов получил формальное европейское образование, в то время как Казаков изучал свою профессию по ремонту кремлёвских реликвий и никогда не путешествовал вне России.
Казаков вышел из тени Баженова, получив свое первое личное царское поручение на проектирование временного Пречистенского дворца для Екатерины II. Эта работа принесла ему статус придворного архитектора (1775) и постоянный поток частных заказов. В 1775 году Казаков и Баженов снова работали вместе на временных увеселительных павильонах для празднования мира с Турцией. Эти готические сооружения побудили Екатерину II дать архитекторам два независимых заказа в готическом стиле — Царицынский дворец (Баженов) и Петровский дворец (Казаков).

## Основные работы (Москва)
Наследие Казакова включает множество графических работ — архитектурных чертежей, гравюр и рисунков, в том числе «Увеселительные строения на Ходынском поле в Москве» (тушь, перо, 1774—1775; ГНИМА), «Строительство Петровского дворца» (тушь, перо, 1778; ГНИМА).
Казаков проявил себя и как педагог, организовав при Экспедиции кремлёвского строения архитектурную школу; его учениками были многие архитекторы, работавшие в Москве на рубеже XVIII и XIX вв.: И. В. Еготов, А. Н. Бакарев, О. И. Бове, И. Т. Таманский. В 1805 году школа была преобразована в Архитектурное училище.
Многочисленные частные дома, построенные Казаковым, сформировали облик города до 1812 года. Это были очень простые классические сооружения, состоящие из симметричного прямоугольного ядра с портиком и очень скромной внешней отделкой. [3] «Казаковская Москва» исчезла при пожаре 1812 года; несколько сохранившихся домов были позже изменены, перестроены или снесены.
Наследие Казакова остается в общественных зданиях, загородных дворцах и церквях. Основные работы Казакова, в отличие от Баженова и частных домов его собственного дизайна, почти всегда сосредоточены на фирменных ротондовых залах Казакова.

### Петровский дворец, главный зал
Петровский дворец (Петровский подъездной дворец, название по селу Петровское) был начат в 1776 году и официально завершён 3 ноября 1780 года (хотя строительство продолжалось несколько лет после этого). Это место должно было стать последней ночной станцией царских путешествий из Санкт-Петербурга в Москву. Екатерина II побывала там лишь дважды, в 1785 году и в 1787 году, её сын император Павел I останавливался здесь перед коронацией. В дальнейшем императоры останавливались во дворце при въезде в Москву из Санкт-Петербурга.
Наполеон жил в Петровском дворце во время пребывания в Москве и, покидая, сжёг его. Дворец был восстановлен в 1830-х годах И.Т. Таманским и снова в 1874 году с небольшими изменениями.
Замок из красного кирпича с белыми деталями имеет центрическую композицию и увенчан куполом. Внутри на парадном втором этаже круглый купольный зал-ротонда и четыре парадных гостиных, а также четыре квартиры для проживания императорских особ.На первом и третьем этажах расположены служебные помещения. Помимо готических черт (стрельчатые арки, башни с машикулями и зубцами) Казаков использует мотивы древнерусской архитектуры, такие как огромные кувшинообразные колонны и двойные арки с гирькой.
Здание оставалось царской гостиницей до 1918 года; Лермонтов жил в замке в квартире своих друзей. Начиная с 1920 года и до 1990-х во дворце размещалась Военно-воздушная академия имени Жуковского.

### Сенат Кремля
Постройка Сената Кремля была начата в 1776 году на большом треугольном участке в северном углу Кремля на месте снесённых палат Трубецких. Первый проект в стиле раннего классицизма, навеянного французской архитектурой того времени, был составлен Казаковым и утверждён летом 1776 года лично Екатериной Великой. Смету Казаков составлял совместно с более опытным архитектором Карлом Бланком. С 1778 Казаков единолично руководил постройкой. В 1782 году проект был несколько изменён. тогда утвердили осуществлённый вариант большого купольного зала-ротонды, названного современниками «Русским Пантеоном». Здание закончили в 1787 году к 25-летнему юбилею правления Екатерины Великой. Архитектор рассматривал Сенат как храм закона. В вершине треугольной структуры расположен Екатерининский зал-ротонда, который имеет диаметр 24,6 метра. Скульптурный декор Екатерининского зала прославлял её деяния. На его куполе изначально стояла статуя Св. Георгия, которая была разрушена французскими войсками в 1812 году. При восстановлении здания на куполе установили символ Закона: усечённую колонну с надписью "ЗАКОНЪ". После революции 1917 года на куполе установили государственный флаг.
В 1990-е годы Сенат был преобразован в дом администрации президента России. При реконструкции некоторые интерьеры Казакова были подновлены, на месте некоторых интерьеров появился новодел. Лучше других сохранился круглый Екатерининский зал и Овальный малый зал собрания Сената. Искусствовед Алексей Комеч сообщал: «Разбитые стены, разорванные воздуховоды и груды 200-летних кирпичей напоминают мне о блуждании по руинам Берлина в 1946 году» [не указан источник цитаты].

### Московский университет, 1793 г.
Московский университет был построен в три этапа, начиная с 1782 года и был выдержан в переходных формах от раннего к зрелому классицизму. Университет получил типично московскую усадебную планировку "Покоем" или в форме буквы П. Главный фасад украшался восьмиколонным ионическим портиком. Реконструкция Доменико Жилярди после пожара 1812 года изменила внешний вид на стиль ампир, портик увеличили и сделали дорическим, придав фасаду более мощные пропорции. 

### Дворянское собрание (Дом Союзов)
Построено как клубный дом между 1784 и 1787 годами. Несмотря на многочисленные внешние изменения (последние в 1903—1908), Колонный зал (1784—1787) внутри очень близок к оригиналу Казакова. Зал получил название из-за 28-и внутренних коринфских колонн, выполненных из дерева с отделкой из белого искусственного мрамора. В нём, пожалуй, лучшая акустика в Москве, и он всегда был главной сценой для исполнения классической музыки. В советское время здесь проходили торжественные собрания, заседания, публичные суды (1930-х годов), конференции, а также гражданские панихиды по выдающимся деятелям, в том числе по Ленину и Сталину.

### Голицынская больница
Голицынская больница была построена с частным пожертвованием 900 000 рублей покойного князя Дмитрия Голицына (1721–1793) при условии, что больница останется бесплатной для всех, независимо от их материального положения или вероисповедания. Больница была открыта 21 июля 1796 года. Казаков вдохновлялся неосуществлёнными проектами Баженова для Павловской больницы, но выстроил совершенно оригинальное здание в стиле зрелого классицизма. При поддержке вдовствующей императрицы Марии Федоровны первый этап был завершен к 22 июля 1802 года. В 1812 году больница на 130 коек была спасена от пожара. Здесь размещались раненые как французской, так и русской армий. Позже были построены первая и вторая городские больницы. В 1918 году все три больницы были объединены и сегодня известны как «Первый город» (Первая Градская). Здание Казакова дошло практически без значительных перестроек. Больница имеет усадебную планировку "Покоем" и состоит из трёх основных корпусов. Центральное место в ансамбле занимает больничная церковь-ротонда, снаружи выделенная шестиколонным дорическим портиком и куполом, напоминающим Римский Пантеон. Особенно выразителен ротондальный интерьер церкви св. Царевича Димитрия Углического.

### Павловская больница («Четвертая городская больница»)
Одна из немногих работа Казакова, которая осталась неизменной на протяжении двух веков. Основанная в 1763 году, это была самая старая государственная больница в Москве. В 1802 году Казаков построил новое здание в стиле зрелого классицизма. Боковые флигели были добавлены И. Д. Жилярди и его сыном Д. И. Жилярди в 1810—1820-х годах. В процессе строительства Казакову было предъявлено обвинение в мошенничестве; он был избавлен от уголовного преследования, но потерял свою лицензию архитектора, что лишало его возможности получать финансирование от государства.

## Последние годы, семья
В 1806 году больной Казаков окончательно ушел из практики. После Бородинского сражения дети Казакова эвакуировали его в Рязань. Там зодчий узнал о пожаре Москвы — это известие ускорило кончину мастера. Родственники пытались оградить его от новостей о пожаре в Москве, но в конце концов новости дошли до него. Казаков скончался 26 октября (7 ноября) 1812 года в Рязани и был похоронен восточнее алтаря Сергиевского храма Рязанского Троицкого монастыря.
Жену Казакова звали Агрипина Семеновна Поливанова (1751 г.р.). У них было несколько дочерей и сыновей: Екатерина (1771 г.р.), Василий (1772 г.р.), Агрипина (1779 г.р.), Матвей (1781—1819), Елизавета (1782 г.р.), Павел (1783—1810), Анна (21.12.1804). Сыновья обучались архитектуре и были помощниками отца. Павел и Василий умерли молодыми; Матвей пережил своего отца и умер в 39 лет. После войны 1812 года он опубликовал некролог об отце, где был впервые опубликован список трудов зодчего.
Самыми успешными учениками и помощниками Казакова были Иосиф Бове, Иван Еготов (1756—1814), Федор Соколов (1752—1824) и Алексей Бакарев (1762—1817).

## Память
- Его именем в 1939 году была названа бывшая Гороховская улица в Москве.
- Также его именем названа бывшая Дворянская улица в Коломне, обязанной Казакову своим генеральным планом 1778 года.
- В 1959 году в Керчи по инициативе главного архитектора города А. Н. Морозова вновь образованная улица стала носить имя Казакова в честь его 225-летия.
- В честь М. Ф. Казакова назван астероид (5544) Казаков, открытый в 1978 году советским астрономом Л. В. Журавлёвой.

## Список работ
Многие памятники казаковской Москвы сильно пострадали во время пожара 1812 года и были восстановлены с отклонениями от первоначального замысла архитектора. Авторство Казакова в отношении многих палладианских зданий, особенно построенных по типовым проектам за пределами Москвы, крайне спорно (несмотря на содержащиеся в краеведческих изданиях утверждения).
Список частных («партикулярных») домов Москвы, построенных Казаковым и его учениками, был зафиксирован самим зодчим ещё при жизни в 1-м альбоме партикулярных строений.
Имеется собственноручный список работ, составленный самим Казаковым при выходе в отставку в 1801 году. Он не полный.
«Всемилостивейший Государь!
Вашего Императорского Величества всеподданнейший раб-росииянин, выучась здесь — в Москве — строительному художеству, по силам моим — во время моей жизни, которая к концу приближается, сделал одних только казённых строений следующее число:
1. Был при строении города Твери под командою графа Фермора и сделал бывший Архиерейский дом, который назначен был для пребытия в Бозе почивающей любезной Бабки Вашей Императрицы Екатерины Вторыя, и много в Твери же партикулярных домов, коих чертежи у меня имеются.
2. По прибытии меня в Москву проектирован и построен мною Пречистенский дворец на месте кн. Голицына, который уже сломан и коего чертежи у меня имеются.
Следующие с подносимыми чертежами:
В Кремле:
3. Архиерейский дом и к церкви святого Алексея приделан готический портал и лестница.
4. Дом Синодальный, с залою, сенями и лестницею, вновь сделан по сломке старого и ветхого.
5. Прожекта моего при Ивановской колокольне приделана кордегардия.
6. Построен по проекту моему и мною же большой дом для присутственных мест, как то: Правительствующего Сената и прочих отделений государственных с их архивами и кладовыми для денег.
7. Батарею каменную для больших пушек, находящихся в Москве.
8. Императорский Университет на Моховой.
9. Дом графа Чернышёва на Тверской улице, который ныне казённый.
10. Дом в Немецкой слободе, бывший князя Безбородко, что ныне дворец. Тут же дом Лефортовский, в коем вновь построены службы и главный корпус, переправленный для помещения великих княжён.
11. Губернский замок близ Бутырок.
12. Переправлял дома в Китае-городе, бывшие: первый — Монетного двора, а другой напротив — при Университете для помещения в оных Присутственных мест Московской губернии.
13. Лобное место сделано вновь.
14. Близ Москвы Воскресенский монастырь после случившегося пожара переправлен вновь.
15. Девичий монастырь в Москве также после пожара вновь перестроен.
16. Голицынская больница вновь же построена близ Донского монастыря.
17. Подъездной дворец, называемый Петровский, — вновь перестроен.
18. В селе Царицыне главный корпус построен мною ж, однако не докончен, чему всему имеются в семи книгах чертежи с кратким описанием.
Сверх всего по ордеру его сиятельства графа Ивана Петровича Салтыкова, а к нему по отношению его же сиятельства графа Григорья Григорьевича Кушелева, представляю при сём шесть книг, собранных мною чертежей, партикулярным лучшим домам, находящимся в Москве; между коими одна книга под № 1 вся состоит из строений, построенных мною в Москве, и в трёх рисунках — построенных моею командою, которые люди и обучались у меня.
Оные книги — всего числом тринадцать — представлены от меня — первые шесть через его сиятельство графа Ивана Петровича Салтыкова и при них часть фасадического плана Москвы, а вторые семь — через его высокопревосходительство — начальника моего по экспедиции кремлёвского строения Петра Степановича Валуева, в том числе одна — строению вновь в Кремле и при Слободском дворце, которая представлена была блаженной памяти Государю Императору Павлу Первому и от него весьма одобрена.
Все сии рисунки сделаны команды моей помощниками — детьми моими Василием, Матвеем и Павлом Казаковыми и помощником же Францем Кеснером под смотрением моим, которое собрание, как выше значит, в семи книгах всеподданнейше одношу и, служа пятьдесят лет ныне по угнетающей жизнь мою старости находя себя не в силах продолжать священного для меня служения Вашему Императорскому Величеству, дерзаю просить всемилостивешего увольнения от службы и высокомонаршего и милосердного воззрения на оную и на неимущее моё состояние, окружённое большим семейством, а особливо тремя дочерьми девками».
- Пречистенский дворец (1774—1776, не сохранился);
- Церковь Спаса в селе Райсемёновское (достраивал в 1774—1783);
- Дом архиепископа Платона, впоследствии Малый Николаевский дворец (1775, не сохранился);
- Здание Сената в Московском Кремле (1776—1787);
- Петровский подъездной дворец (1776—1780);
- Петровское-Алабино (Петровское-Княжищево), усадьба Никиты Акинфиевича Демидова, церковь Петра Митрополита и колокольня (1776—1785);
- Церковь Филиппа Митрополита (1777—1788);

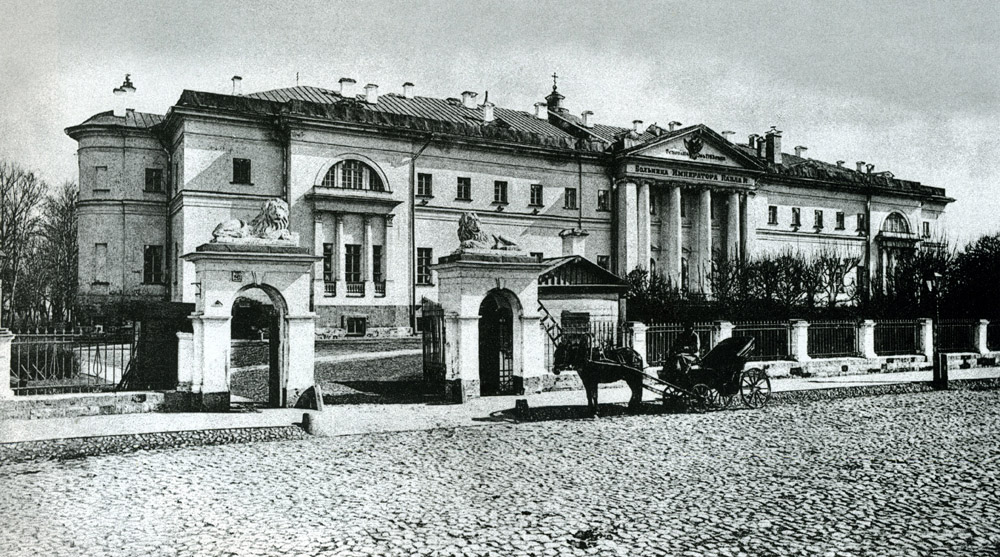
Павловская больница

- Здания университета на Моховой (1782—1793, после пожара 1812 г. перестроены Доменико Жилярди); Павловская больница Первоначальные интерьеры зданий Казакова практически не сохранились. Редчайшее исключение — усадьба Демидовых в Гороховом переулке[16].
- Благородное собрание (1784—1788);
- Бутырская тюрьма (с 1785—1790-е);

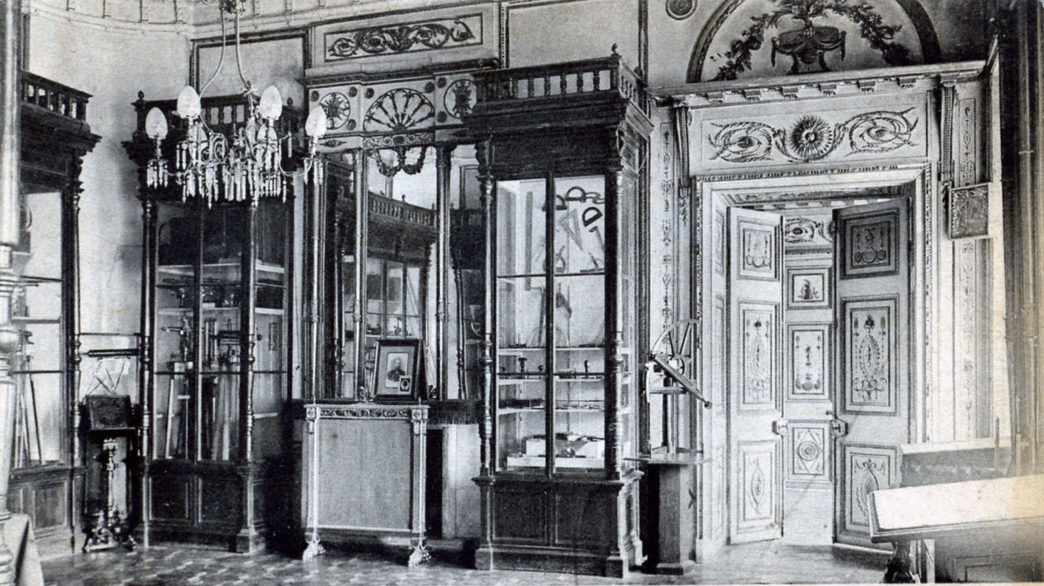
Первоначальные интерьеры зданий Казакова практически не сохранились. Редчайшее исключение — усадьба Демидовых в Гороховом переулке.

- Большой Царицынский дворец (1786—1796, перестроен в 2000-е);
- Генерал-губернаторский дом на Тверской (1782, перестроен в 1930-е, 1940-е);
- Дом С. М. Голицына на Тверской (1765—1769, 1797, не сохранился);
- Дом аптекаря И. М. Вольфа, позднее И. И. Прозоровского на Полянке (1773, 1793, не сохранился);
- Дом А. П. Ермолова на Тверской (1775—1791, перестроен);
- Дом М. Р. Хлебникова, позднее П. А. Румянцева-Задунайского, затем Н. П. Румянцева на Маросейке (1779—1782, перестроен);
- Дом А. Н. Голицына на Лубянке (ок. 1776, 1790‑е, не сохранился);
- Дом А. А. Прозоровского на Тверской (после 1778, не сохранился);
- Дом И. Г. Хрящёва на Ильинке (после 1785, перестроен);
- Дом И. С. Гагарина в Армянском переулке (1780—1790);
- Дом Н. С. Калинина и А. С. Павлова на Ильинке (между 1785—1790, перестроен);
- Дом И. И. Демидова в Гороховском переулке (1789—1791)[17];
- Дом А Ф. Хлебниковой на Новой Басманной (1790‑е);
- Дом Е. И. Козицкой на Тверской (после 1791, перестроен в 1870—1880-е под Елисеевский магазин);
- Дом М. П. Губина на Петровке (1793—1799);
- Дом И. И. Барышникова (1797—1801);
- Дом Е. Ф. Мусиной-Пушкиной на Тверской (после 1797, перестроен в 1880-е, ныне театр им. М. Н. Ермоловой);
- Церковь Космы и Дамиана на Маросейке (1790—1803);
- Покровская церковь в Рогожской слободе (1790—1792);
- Голицынская больница (1796—1801);
- Павловская больница (1802—1807)

Приписываемое
- Церковь Вознесения на Гороховом поле (1788—1793, косвенные доказательства);
- Церковь Сошествия св. Духа на Лазаревском кладбище (1780-е, упоминается в списке из некролога М. Ф. Казакова)[13]
- Ново-Екатерининская больница (1774—1776, без доказательств);
- Тихвинская церковь, дом архиерея, башни Старо-Голутвина монастыря (1780-е, без доказательств);
- Мавзолей в Николо-Погорелом (Смоленская обл., 1784—1802, косвенные доказательства).[18];
- Церковь Архангела Михаила в усадьбе Алексино (Смоленская обл, 1780-е—1800-е, косвенные доказательства)
- Казанская церковь в селе Рыхотка (Липецкая обл., 1790, без доказательств)
- Дом Мусина-Пушкина на Разгуляе (без доказательств);
- Храм Живоначальной Троицы в селе Жданово (1811, копия храма Вознесения на Гороховом поле, косвенные доказательства);
- Путевой дворец (Тверь) (свидетельство самого Казакова, однако проект сочинён начальником Казакова П. Р. Никитиным)